# Tenneck Pictures
Tenneck Pictures foi uma companhia cinematográfica estadunidense responsável pela produção do seriado The Spider's Net, de 1927, que foi editado através de cenas de arquivo de vários curta-metragens anteriores, estrelados por Eileen Sedgwick e pelo cão Lightning the Dog, cujas aventuras são apresentadas nos episódios. Os filmes são produzidos por Hans Tiesler, e a direção é de Alan James (creditado como Alvin Neitz).

## Filmografia
- Lightnin' Wins (1926), relançado em 1927 como Vengeance[4]
- Lightnin' Strikes (1926)
- Lightnin' Flashes (1926)
- The Spider's Net (1927)